# Popeye (comic book)
Popeye ou Popeye the Sailor est le nom de plusieurs comic books consacrés à Popeye et publiés depuis 1946 par différentes maisons d'édition. La version actuelle, écrite par Roger Langridge, est publiée par IDW Publishing depuis 2012. Historiquement, Bud Sagendorf (1946-1967) et le duo George Wildman et Joe Gill (1969-1984) ont réalisé le plus grand nombre de ces comic books. Popeye était apparu dans les comic books dès 1936, avec des reprises du comic strip d'E. C. Segar.

## Liste des comic books
Histoires originales
- Bud Sagendorf, Popeye, Dell Comics, 65 numéros, 1948-1962.
- Bud Sagendorf, Popeye the Sailor, Western Publishing, 15 numéros, 1962-1966.
- Bud Sagendorf, Popeye the Sailor, King Features, 12 numéros, 1966-1967.
- George Wildman (dessin) et Joe Gill (scénario), Popeye The Sailor n°94-138, Charlton Comics, 45 numéros, 1969-1976.
- George Wildman (dessin) et Joe Gill (scénario), Popeye the Sailor and Careers, King Features, 15 numéros, 1972. Série de comic books didactiques expliquant divers métiers.
- George Wildman (dessin) et Bill Pearson (scénario), Popeye the Sailor n°139-171, Gold Key Comics puis Western Comics, 31 numéros, 1979-1984.
- Bill Pearson (scénario) et al., Popeye Special, Ocean Comics, 2 vol., 1987-1988.
- Dave Garcia (dessin), Sam de la Rosa (encrage) et Peter David (scénario), The Wedding of Popeye and Olive, Ocean Comics, 1999.
- Roger Langridge (scénario) et divers dessinateurs, Popeye, IDW Publishing, 12 numéros, 2012-2013.
- Martin Powell (scénario) et Terry Beatty (dessin), Mars Attacks Popeye, IDW Publishing, 2013.

Rééditions
- Bud Sagendorf, Popeye, Harvey Comics, 7 numéros, 1993-1994.
- Bud Sagendorf, Classic Popeye, IDW publishing, 39 numéros, 2012-.

## Documentation
- (en) Fred Grandinetti, Popeye: An Illustrated Cultural History, McFarland, 2004.